# Kwidschwia
Kwidschwia is een geslacht van rechtvleugeligen uit de familie veldsprinkhanen (Acrididae). De wetenschappelijke naam van dit geslacht is voor het eerst geldig gepubliceerd in 1914 door Rehn.

## Soorten
Het geslacht Kwidschwia  is monotypisch en omvat slechts de volgende soort:
- Kwidschwia kivuensis (Rehn, 1914)